# Qren
Qren (tiếng Ả Rập: قرين) là một ngôi làng Syria nằm ở phó huyện Jubb Ramishima ở huyện Masyaf, Hama. Theo Cục Thống kê Trung ương Syria (CBS), Qren có dân số 879 người trong cuộc điều tra dân số năm 2004.